# Domptail-en-l'Air
Domptail-en-l'Air is een gemeente in het Franse departement Meurthe-et-Moselle in de regio Grand Est en telt 64 inwoners (2009). De plaats maakt deel uit van het arrondissement Lunéville.

## Geografie
De oppervlakte van Domptail-en-l'Air bedraagt 3,1 km², de bevolkingsdichtheid is dus 20,6 inwoners per km².
De onderstaande kaart toont de ligging van Domptail-en-l'Air met de belangrijkste infrastructuur en aangrenzende gemeenten.

## Demografie
Onderstaande figuur toont het verloop van het inwonertal (bron: INSEE-tellingen).